# Ilo von Jankó
Ilo von Jankó (* 24. Mai 1920 in Liberec; † 30. April 2001 in Wedel) war ein deutscher Schauspieler und Regisseur ungarischer Abstammung.

## Leben
Ilo von Jankó wurde im heute tschechischen Liberec als ungarischer Staatsbürger geboren und nahm während seiner Tätigkeit am Nationaltheater Mannheim die deutsche Staatsangehörigkeit an. Im Alter von 11 Jahren zog er mit seiner Familie nach Berlin, wo er in späteren Jahren die Theaterschule des Deutschen Theaters besuchte. Nach Engagements als Schauspieler in Wuppertal und Darmstadt verlegte von Jankó sich schließlich auf das Regiefach und inszenierte an vielen deutschen Theatern, so in Berlin an der Tribüne, am Hebbel-Theater und an der Volksbühne, am Staatstheater Stuttgart, am Theater in der Josefstadt in Wien und zwischen 1952 und 1959 am Hamburger Thalia Theater, am Fritz Rémond Theater in Frankfurt oder am Nationaltheater Mannheim, dessen Schauspieldirektor er zehn Jahre lang war und wo er sich als Bearbeiter von Stücken von August von Kotzebue und Johann Friedrich von Cronegk einen Namen machte. Zu Gastspielen wirkte er am Theater an der Kö in Düsseldorf, an den Hamburger Kammerspielen und am Theater44 in München. In der Ära Wolfgang Gruners führte von Jankó auch Regie bei den Berliner Stachelschweinen und schrieb Texte für die Kabarettgruppe.
1987 holte ihn der damalige Intendant Walter Ruppel an das Ohnsorg-Theater, wo von Jankó bis unmittelbar vor seinem Tod tätig war und für zahlreiche Inszenierungen verantwortlich zeichnete, die zum Teil auch als Aufzeichnungen im Fernsehen liefen, so unter anderem für Dat Schörengericht, der plattdeutschen Fassung des Kleist-Stückes Der zerbrochne Krug, und der niederdeutschen Adaption von Rainer Werner Fassbinders Stück Bremer Freiheit, das an den Großen Bleichen unter dem Titel Froo Geesche Gottfried gezeigt wurde. Von Jankós letzte Arbeit am Ohnsorg-Theater war die Uraufführung des aus seiner Feder stammenden Stückes Dat Familienfest nach einem Drama J. F. von Cronegks. Im Jahr 2000 wurde er mit der Ohnsorg-Verdienst-Medaille ausgezeichnet.
Ilo von Jankó, der neben dem Schreiben und Inszenieren außerdem malte, zeichnete und Karikaturen verfasste, war ab 1960 bis in die Mitte der 1980er Jahre hinein auch als Fernsehregisseur tätig, so inszenierte er neben anderen eine Fernsehfassung des Bühnenstückes Der Hausmeister von Harold Pinter mit Heinz Reincke, Michael Hinz und Ulli Kinalzik. Ferner führte von Jankó 1962 bei zwei Hörspielproduktionen des SFB die Regie.
Viermal war Ilo von Jankó verheiratet, und zwar mit der Tänzerin Margareta Wenzel, mit der er eine Tochter hatte, mit der Schauspielerin Rosemarie Gerstenberg, mit der Tänzerin Doris von Jankó, mit der er zwei Kinder hatte, und zuletzt mit der Dramaturgin und Regisseurin Regine-Mirjam von Jankó, mit der er 24 Jahre lang zusammenlebte. Von Jankó starb nach kurzer Krankheit während der Regiearbeiten am Ohnsorg-Theater zu dem Stück Dat Familienfest.

## Regiearbeiten Fernsehen
(Ab 1992 Aufzeichnungen aus dem Ohnsorg-Theater)
- 1960: 20 Minuten Aufenthalt
- 1964: Amédée – oder Die Kunst des Schuhputzens
- 1964: Prairie-Saloon
- 1965: Schuldig
- 1966: Das Lächeln der Gioconda
- 1967: Liebesgeschichten – Reisepläne
- 1971: Dreißig Silberlinge
- 1972: Die Promotionsfeier
- 1973: Vom Hackepeter und der kalten Mamsell
- 1975: Der Spitzbubenhof
- 1977: David und Goliath
- 1986: Der Hausmeister
- 1992: Pension Sonnenschein
- 1993: Manda Voss wird 106
- 1997: Rommé zu dritt
- 1997: Frau Sperlings Raritätenladen
- 1998: Die graue Maus
- 1999: Bett und Frühstück
- 2000: Hamburger Bier

## Regiearbeiten Theater (Auswahl)

### Theater an der Kö
- Tango von Sławomir Mrożek[9]

### Thalia Theater Hamburg
- 1954: Lady Frederick von W. Somerset Maugham[10]
- 1955: Meine beste Freundin von John Van Druten[10]
- 1955: Kunst ist Kunst von Harry Kurnitz[10]

### Tribüne
- 1958/59: Blue Jeans  von James Leo Herlihy[11]
- 1961: Unser Sonnenschein[12]
- 1962: Zeitvertreib von Wolfgang Menge[11]
- 1962: Das Foto von Ramón José Sender[13]
- 1965/66: Kolportage von Georg Kaiser[14]

### Theater in der Josefstadt
- 1958/59: Ich bin kein Casanova von Otto Bielen[15]

### Hamburger Kammerspiele
- 1964: Das Abgründige in Herrn Gerstenberg von Axel von Ambesser[4]
- 1976: Napoleon in New Orleans von Georg Kaiser[4]

### Nationaltheater Mannheim
- 1964: Die Kassette von Carl Sternheim[16]
- 1965: Unter dem Milchwald von Dylan Thomas[16]
- 1965: Liebe von Murray Schisgal[16]
- 1965: Eine Dummheit macht auch der Gescheiteste von Alexander Ostrowskij[16]
- 1966: Turandot von Friedrich Schiller[16]
- 1966: Die Plebejer proben den Aufstand von Günter Grass
- 1967: Der Hauptmann von Köpenick von Carl Zuckmayer[16]
- 1967: Goldene Städte von Arnold Wesker[16]
- 1968: Die Fliegen von Jean-Paul Sartre
- 1968: Blues für Mister Charlie von James Baldwin
- 1969: Die Geisel von Brendan Behan
- 1970: Play Strindberg von Friedrich Dürrenmatt
- 1972: Zwei Herren aus Verona von William Shakespeare

### Theater44
- 1983: Die schmutzigen Hände von Jean-Paul Sartre[17]

### Neue Schaubühne, München
- 1982/83: Der alte Baron und die störrische Jungfrau von August von Kotzebue[18]
- 1984/85: Wer spekuliert – gewinnt von Raymond Castans[19]
- 1990/91: Von Mäusen und Menschen von John Steinbeck[20]

### Ohnsorg-Theater
- 1986/87: Das Schörengericht von Heinrich von Kleist[21]
- 1987/88: OMMLETT von Ingo Sax[21]
- 1988/89: De hellsche Seefahrer von Georg Kaiser[21]
- 1989/90: Froo Gesche Gottfried von Rainer Werner Fassbinder[21]
- 1990/91: De Biberpelz von Gerhart Hauptmann[21]; Pension Sünnschien von Karl Wittlinger[21]
- 1991/92: Un fiert ward tohuus von Bertolt Brecht[21]
- 1992/93: Manda Voss ward 106 von Jean Sarment[21]
- 1993/94: Vun baben daal von Laurence Jyl[21]; Fohrmann Henschel von Gerhart Hauptmann[21]
- 2001: Dat Familienfest – Die Kunst des Misstrauens von Ilo von Jankó

## Hörspielproduktionen
- 1962: Gedenktag – von Hans-Joachim Haecker, mit Tilla Durieux, Hilde Körber, Gert Schaefer, Tilo von Berlepsch und Herbert Weissbach
- 1962: Liebe-Leute-Brücke – von Fernand Berset, mit Horst Keitel, Hugo Schrader, Frank Dannenbauer und Ilse Kiewiet